# Claudio Suárez
Pour les articles homonymes, voir Suárez.
Claudio Suárez est un footballeur mexicain né le 17 décembre 1968 à Texcoco. Il est surnommé El Emperador (l'Empereur).

## Biographie
Défenseur central de l'équipe du Mexique, il a détenu le record mondial du nombre de sélections internationales pour un joueur de champ avec 177 sélections pour 7 buts entre 1992 et 2006. En 2012, L'Égyptien Ahmed Hassan le surpasse avec ses 184 sélections.
Suárez a commencé sa carrière avec l'UNAM Mexico où il a joué de 1988 à 1996. Il poursuivit sa carrière au Chivas de Guadalajara et y resta trois ans avant d'être transféré au Tigres UANL, y restera 5 saisons et demie et repartira au CD Chivas USA.

## Carrière
| saison(s)      | club                  | pays       |
| -------------- | --------------------- | ---------- |
| 1988-1996      | UNAM Mexico           | Mexique    |
| 1996-1999      | Chivas de Guadalajara | Mexique    |
| 1999-jan. 2005 | Tigres UANL           | Mexique    |
| jan. 2005-2008 | CD Chivas USA         | États-Unis |